# Grand Prix Formule 1 van Italië 1961
De Grand Prix Formule 1 van Italië 1961 werd gehouden op 10 september op het Autodromo Nazionale Monza in Monza. Het was de zevende race van het seizoen.

## Uitslag
| Pos. | Nr. | Coureur                 | Constructeur         | Rondes | Tijd / Oorzaak uitval | Grid | Punten |
| ---- | --- | ----------------------- | -------------------- | ------ | --------------------- | ---- | ------ |
| 1    | 2   | Phil Hill               | Ferrari              | 43     | 2:03:13.0             | 4    | 9      |
| 2    | 46  | Dan Gurney              | Porsche              | 43     | +31,2 s               | 12   | 6      |
| 3    | 12  | Bruce McLaren           | Cooper-Climax        | 43     | +2:28.4               | 14   | 4      |
| 4    | 60  | Jackie Lewis            | Cooper-Climax        | 43     | +2:40.4               | 16   | 3      |
| 5    | 26  | Tony Brooks             | BRM-Climax           | 43     | +2:40.5               | 13   | 2      |
| 6    | 40  | Roy Salvadori           | Cooper-Climax        | 42     | +1 Ronde              | 18   | 1      |
| 7    | 74  | Carel Godin de Beaufort | Porsche              | 41     | +2 Rondes             | 15   |        |
| 8    | 62  | Lorenzo Bandini         | Cooper-Maserati      | 41     | +2 Rondes             | 21   |        |
| 9    | 48  | Maurice Trintignant     | Cooper-Maserati      | 41     | +2 Rondes             | 22   |        |
| 10   | 16  | Tim Parnell             | Lotus-Climax         | 40     | +3 Rondes             | 27   |        |
| 11   | 20  | Henry Taylor            | Lotus-Climax         | 39     | +4 Rondes             | 23   |        |
| 12   | 58  | Renato Pirocchi         | Cooper-Maserati      | 38     | +5 Rondes             | 29   |        |
| DNF  | 28  | Stirling Moss           | Lotus-Climax         | 36     | Wiellager             | 11   |        |
| DNF  | 6   | Richie Ginther          | Ferrari              | 23     | Motor                 | 3    |        |
| DNF  | 72  | Gaetano Starrabba       | Lotus-Maserati       | 19     | Motor                 | 30   |        |
| DNF  | 44  | Jo Bonnier              | Porsche              | 14     | Ophanging             | 8    |        |
| DNF  | 8   | Ricardo Rodríguez       | Ferrari              | 13     | Benzinesysteem        | 2    |        |
| DNF  | 32  | Giancarlo Baghetti      | Ferrari              | 13     | Motor                 | 6    |        |
| DNF  | 50  | Nino Vaccarella         | De Tomaso-Alfa Romeo | 13     | Motor                 | 20   |        |
| DNF  | 22  | Masten Gregory          | Lotus-Climax         | 11     | Ophanging             | 17   |        |
| DNF  | 24  | Graham Hill             | BRM-Climax           | 10     | Motor                 | 5    |        |
| DNF  | 10  | Jack Brabham            | Cooper-Climax        | 8      | Oververhitting        | 10   |        |
| DNF  | 14  | Brian Naylor            | JBW-Climax           | 6      | Motor                 | 31   |        |
| DNF  | 38  | Innes Ireland           | Lotus-Climax         | 5      | Chassis               | 9    |        |
| DNF  | 30  | Jack Fairman            | Cooper-Climax        | 5      | Motor                 | 26   |        |
| DNF  | 42  | John Surtees            | Cooper-Climax        | 2      | Ongeluk               | 19   |        |
| DNF  | 4   | Wolfgang von Trips      | Ferrari              | 1      | Dodelijk ongeluk      | 1    |        |
| DNF  | 36  | Jim Clark               | Lotus-Climax         | 1      | Ongeluk               | 7    |        |
| DNF  | 54  | Roberto Bussinello      | De Tomaso-Alfa Romeo | 1      | Motor                 | 24   |        |
| DNF  | 56  | Wolfgang Seidel         | Lotus-Climax         | 1      | Motor                 | 28   |        |
| DNF  | 52  | Roberto Lippi           | De Tomaso-OSCA       | 1      | Motor                 | 32   |        |
| DNF  | 18  | Gerry Ashmore           | Lotus-Climax         | 0      | Ongeluk               | 25   |        |
| DNQ  | 68  | André Pilette           | Emeryson-Maserati    |        |                       |      |        |
| DNS  | 46  | Edgar Barth             | Porsche              |        |                       |      |        |
| DNS  | 58  | Massimo Natili          | Cooper-Maserati      |        |                       |      |        |
| WD   | 34  | Alfonso Thiele          | Cooper-Climax        |        |                       |      |        |
| WD   | 64  | Ernesto Prinoth         | Lotus-Climax         |        |                       |      |        |
| WD   | 66  | Menato Boffa            | Cooper-Climax        |        |                       |      |        |
| WD   | 70  | Michael May             | Lotus-Climax         |        |                       |      |        |

## Statistieken
| Pole-position | Wolfgang von Trips | Ferrari | 2:46.3 |
| Snelste ronde | Giancarlo Baghetti | Ferrari | 2:48.4 |

## Noot
- Dit was het debuut voor de Italiaanse coureurs Menato Boffa, Roberto Bussinello, Roberto Lippi, Ernesto Prinoth, Gaetano Starrabba, Nino Vaccarella en de Mexicaanse coureur Ricardo Rodríguez - de eerste Mexicaan in Formule 1.
- Vijftigste Grand Prix-start voor een Duitse coureur.
- Eerste pole position voor Wolfgang von Trips en voor een Duitse coureur.
- Eerste snelste ronde voor Giancarlo Baghetti.

1921 · 1922 · 1923 · 1924 · 1925 · 1926 · 1927 · 1928 · 1931 · 1932 · 1933 · 1934 · 1935 · 1936 · 1937 · 1938 · 1947 · 1948 · 1949 · 1950 · 1951 · 1952 · 1953 · 1954 · 1955 · 1956 · 1957 · 1958 · 1959 · 1960 · 1961 · 1962 · 1963 · 1964 · 1965 · 1966 · 1967 · 1968 · 1969 · 1970 · 1971 · 1972 · 1973 · 1974 · 1975 · 1976 · 1977 · 1978 · 1979 · 1980 · 1981 · 1982 · 1983 · 1984 · 1985 · 1986 · 1987 · 1988 · 1989 · 1990 · 1991 · 1992 · 1993 · 1994 · 1995 · 1996 · 1997 · 1998 · 1999 · 2000 · 2001 · 2002 · 2003 · 2004 · 2005 · 2006 · 2007 · 2008 · 2009 · 2010 · 2011 · 2012 · 2013 · 2014 · 2015 · 2016 · 2017 · 2018 · 2019 · 2020 · 2021 · 2022 · 2023 · 2024 · 2025